# Coney Island – Stillwell Avenue (métro de New York)
Coney Island – Stillwell Avenue (également connu sous le nom de Coney Island Terminal) est un terminus aérien du métro de New York situé dans le quartier de Coney Island au sud-est de l'arrondissement de Brooklyn. Il s'agit du plus grand terminus de métro aérien au monde, de même que l'une des infrastructures de transport en commun les plus efficaces des États-Unis sur le plan énergétique. Ouvert le 29 mai 1919, sa conception remonte à la période ou Coney Island constituait un lieu de villégiature privilégié pour l'ensemble de la région de New York, à une époque où toutes les lignes de chemin de fer du sud de Brooklyn y convergeaient. Sur la base de la fréquentation, la station se situait au 93e rang en 2012.
Elle est desservie par les lignes (au sens de tronçons du réseau) de la BMT Brighton Line, de l'IND Culver Line, de la BMT Sea Beach Line et de la BMT West End Line. Quatre services y circulent en omnibus :
- la D et la F ;
- la N et la Q.

Les voies de la BMT West End Line et de la BMT Sea Beach Line mènent au Coney Island Complex qui constitue le plus grand parc de stockage de rames de métro de la ville de New York. D'une surface de 300 000 m², il fonctionne 24/7.

## Desserte
| Nord/Ouest                                  |  |                        |  | Sud/Est                                                                 |
| ------------------------------------------- |  | ---------------------- |  | ----------------------------------------------------------------------- |
| Bay 50th Street vers Norwood – 205th Street |  | ligne D terminus       |  |                                                                         |
|                                             |  | ligne F terminus       |  | West Eighth Street – New York Aquarium (en) vers Jamaica – 179th Street |
|                                             |  | ligne <F> (d) terminus |  | West Eighth Street – New York Aquarium (en) vers Jamaica – 179th Street |
| 86th Street (en) vers Astoria – Ditmars Bd. |  | ligne N terminus       |  |                                                                         |
|                                             |  | ligne Q terminus       |  | West Eighth Street – New York Aquarium (en) vers 96th Street (en)       |
| modifier sur Wikidata                       |  |                        |  |                                                                         |

## Dans la culture populaire
- La station apparaît dans les jeux vidéo Grand Theft Auto IV et Grand Theft Auto: Chinatown Wars sous le nom de Hove Beach LTA.